# Rinaldo in campo (album)
Rinaldo in campo è l'11º album di Domenico Modugno tratto dall'omonima commedia musicale di Pietro Garinei e Sandro Giovannini, pubblicato nel 1961.

## Il disco
Lo spettacolo Rinaldo in campo nasce nell'ambito delle celebrazioni per festeggiare il centenario dell'Unità d'Italia: per questo motivo viene scelta per il debutto la città di Torino, cioè quella dalla quale era partito (tramite Cavour e Vittorio Emanuele II) il processo unitario.
Il debutto, previsto in primavera, viene rimandato di qualche mese, a causa di una frattura della gamba avvenuta a Modugno durante le prove: la prima avviene quindi al teatro Alfieri di Torino il 12 settembre 1961.
Lo spettacolo racconta le vicende del brigante siciliano Rinaldo Dragonera, una sorta di Robin Hood che ruba ai ricchi per aiutare i diseredati, di cui si innamora Angelica (interpretata da Delia Scala), una nobildonna siciliana che sostiene la causa di Garibaldi, e che alla fine lo convincerà ad unirsi ai garibaldini per liberare la Sicilia dai Borboni.
Rinaldo in campo viene definito: "Il più grosso successo teatrale di tutti i tempi avvenuto in Italia", e registra record d'incassi mai raggiunti in questo campo all'epoca.
Modugno compone anche le musiche dello spettacolo, che vengono pubblicate dalla Fonit due mesi dopo, in cui, oltre a Delia Scala, cantano gli altri componenti del cast, come i comici siciliani Franco Franchi e Ciccio Ingrassia, chiamati da Garinei e Giovannini su suggerimento dello stesso Modugno: con loro il cantautore propone la celeberrima Tre briganti tre somari, mentre con la Scala canta Duetto sì e no (riproposto spesso anche in spezzoni televisivi dalla Rai).
I testi sono scritti dallo stesso Modugno insieme a Garinei e Giovannini; le musiche sono tutte originali tranne Notte chiara: quest'ultima infatti è una vecchia canzone del cantautore, intitolata Datimi un paiu d'ali, pubblicata su 78 giri nel 1955 e passata all'epoca inosservata; come ha raccontato la Gandolfi in un'intervista, fu Pietro Garinei, che conosceva la canzone, a chiedere a Modugno di inserirla nello spettacolo, ritenendo che la melodia fosse degna di considerazione, ed il cantautore, dopo qualche esitazione, accettò: ed in effetti Notte chiara divenne una delle canzoni più note del cantautore.
Dall'album vennero tratti tre 45 giri, tutti pubblicati negli ultimi mesi del 1961, dei quali le canzoni dei primi due 45 giri vennero anche racchiuse in un EP:
- Orizzonti di gioia/Notte chiara
- Se Dio vorrà/Calatafimi
- Tre somari e tre briganti/La bandiera

La copertina del disco raffigura Modugno e Delia Scala vestiti da pupi siciliani, su uno sfondo rosso.
Gli arrangiamenti sono curati dal maestro Nello Ciangherotti, che dirige l'orchestra; al disco partecipa inoltre il coro del maestro Franco Potenza.
Non sono presenti né in copertina né sull'etichetta notizie in merito ai musicisti.
L'album è stato ristampato in CD nel 2009 dalla Rhino Records.

## Tracce
LATO A
1. Introduzione 1º tempo
2. Dragonera
3. Cantastorie (1ª parte)
4. Orizzonti di gioia
5. Lupi e pecorelle
6. Notte chiara
7. Pizzica pizzica
8. Duetto sì e no
9. Danza dei bastoni

LATO B
1. Introduzione 2º tempo
2. Non siete degni
3. Orizzonti di gioia (ripresa)
4. Tre somari e tre briganti
5. Danza dei coltelli
6. Calatafimi
7. La bandiera
8. Cantastorie (2ª parte)
9. Se Dio vorrà